# Batman et Red Hood : Sous le masque rouge
Cet article concerne le film d'animation. Pour le comics, voir Batman: Under the Hood.
Pour plus de détails, voir Fiche technique et Distribution.
Batman et Red Hood : Sous le masque rouge (Batman: Under the Red Hood) est un film d'animation américain réalisé par Brandon Vietti, sorti directement en vidéo en 2010, 8e film de la collection DC Universe Animated Original Movies.
Le film est une adaptation de l'arc narratif Batman: Under the Hood écrit par Judd Winick, dessiné par Doug Mahnke et publiés par DC Comics. Un court-métrage DC Showcase Batman: Death in the Family (en) sort en 2020, sous forme de préquel interactif au film et adapte l'album Un deuil dans la famille écrit par Jim Starlin et dessiné par Jim Aparo.

## Synopsis
Le Joker capture Jason Todd alias Robin, l'allié de Batman, et le torture jusqu'à ce que Batman arrive pour sauver son apprenti. Le sauvetage échoue quand le bâtiment explose.
Cinq ans plus tard, alors que Batman se remet difficilement de la mort du second Robin, ce qui semble être une guerre des gangs éclate dans Gotham. Le baron de la pègre, Black Mask, voit en effet ses activités attaquées par un nouvel arrivant masqué dénommé Red Hood. Ce dernier prend peu à peu le contrôle du commerce de la drogue en assurant la protection des trafiquants de la ville contre Batman et le leader actuel, Black Mask. Ses méthodes sont extrêmement violentes et finissent par déclencher un début d'escalade.
Il apparaît finalement que Red Hood est en fait Jason Todd, l'ancien Robin, revenu à la vie grâce à Ra's al Ghul. Red Hood s'en prend au Joker et, dans un appartement abandonné, lui fait subir les mêmes violences que le prince du crime lui avait fait endurer. Batman arrive et sauve son vieil ennemi alors que l'appartement explose, mais Red Hood disparait sans laisser aucune trace.
Dans la Batcave, Alfred demande à Batman s'il doit retirer le mémorial dédié à Jason Todd. Batman refuse, disant que rien n'a changé.

## Fiche technique
- Titre original : Batman: Under the Red Hood
- Titre français : Batman et Red Hood : Sous le masque rouge
- Réalisation : Brandon Vietti
- Scénario : Judd Winick, d'après les comics de Jim Starlin / Jim Aparo et Judd Winick / Doug Mahnke, et les personnages de DC Comics
- Musique : Christopher Drake
- Direction artistique du doublage original : Andrea Romano
- Son : Robert Hargreaves, John Hegedes, Mark Keatts
- Montage : Margaret Hou
- Animation : The Answer Studio
- Production : Bobbie Page et Bruce Timm
  - Coproduction : Alan Burnett
  - Production déléguée : Benjamin Melniker, Sam Register et Michael E. Uslan
- Sociétés de production : Warner Bros. Animation et DC Entertainment
- Société de distribution : Warner Premiere
- Pays de production :  États-Unis
- Langue originale : anglais
- Genre : animation, super-héros
- Durée : 75 minutes
- Dates de sortie :
  - États-Unis : 27 juillet 2010
  - France : 1er septembre 2010
- Classification : PG-13 (interdit -13 ans) aux États-Unis

 Sauf indication contraire, les informations mentionnées dans cette section peuvent être confirmées par la base de données cinématographiques IMDb,  présente dans la section « Liens externes ».

## Distribution

### Voix originales
- Bruce Greenwood : Batman / Bruce Wayne
- Jensen Ackles : Red Hood / Jason Todd
- John DiMaggio : le Joker
- Neil Patrick Harris : Nightwing / Dick Grayson
- Jason Isaacs : Ra's al Ghul
- Wade Williams : Black Mask
- Alexander Martella : Robin / Dick Grayson jeune
- Vincent Martella : Robin / Jason Todd adolescent
- Jim Piddock : Alfred Pennyworth
- Bruce Timm : le Sphinx

### Voix françaises
- Adrien Antoine : Batman / Bruce Wayne
- Christophe Lemoine : Red Hood / Jason Todd, Robin / Jason Todd adolescent
- Xavier Fagnon : le Joker
- Alexis Tomassian : Nightwing / Dick Grayson, Robin / Dick Grayson jeune
- Jean-Claude Donda : Ra's al Ghul
- Julien Kramer : Black Mask
- Jacques Ciron : Alfred Pennyworth
- Vincent Ropion : Leon, Terry
- Thierry Murzeau : Commissaire Gordon, Bobo, Amazo, dealer, gardien
- Michel Vigné : Tyler Bramford, Rick
- Tanguy Goasdoué : homme de main de Red Hood
- Olivia Luccioni : Mlle Li, journaliste, mercenaire
- Marc Pérez : voix additionnelles

Société de doublage VF : Dubbing Brothers, direction artistique VF : Dorothée Pousséo
 Source : voix originales et françaises sur Latourdesheros.com.